# Stěžery
Stěžery (en allemand : Stößer) est une commune du district de Hradec Králové, dans la région de Hradec Králové, en République tchèque. Sa population s'élevait à 2 106 habitants en 2022.

## Géographie
Stěžery se trouve à 6 km à l'est du centre de Hradec Králové et à 95 km à l'est-nord-est de Prague.
La commune est limitée par Dolní Přím et Všestary au nord, par Hradec Králové à l'est, par Praskačka et Urbanice au sud, et par Hvozdnice et Těchlovice à l'ouest.

## Histoire
La première mention écrite de la localité date de 1229.

## Administration
La commune se compose de quatre sections :
- Stěžery
- Hřibsko
- Charbuzice
- Stěžírky

## Galerie

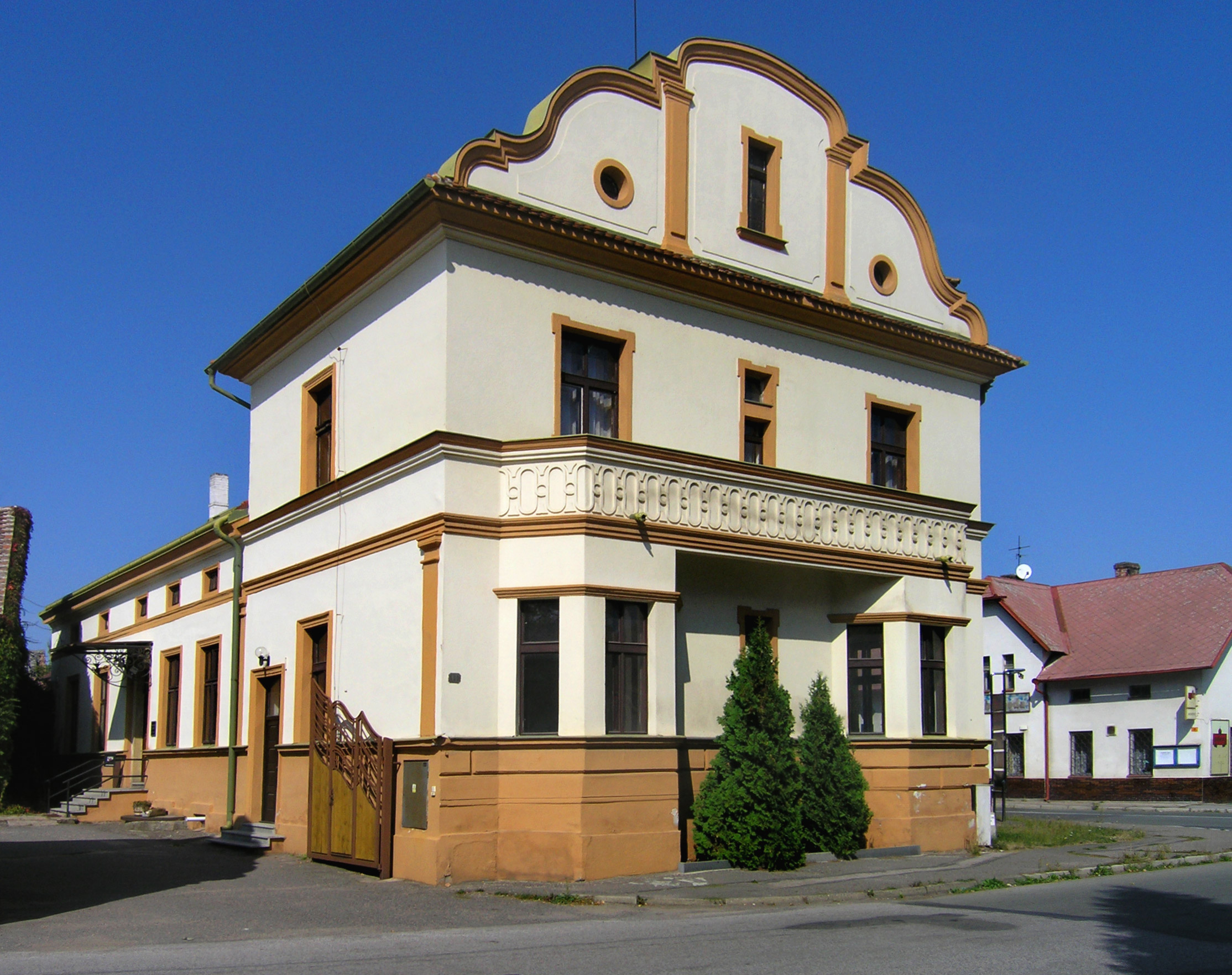
Maison baroque, rue Zámecká.
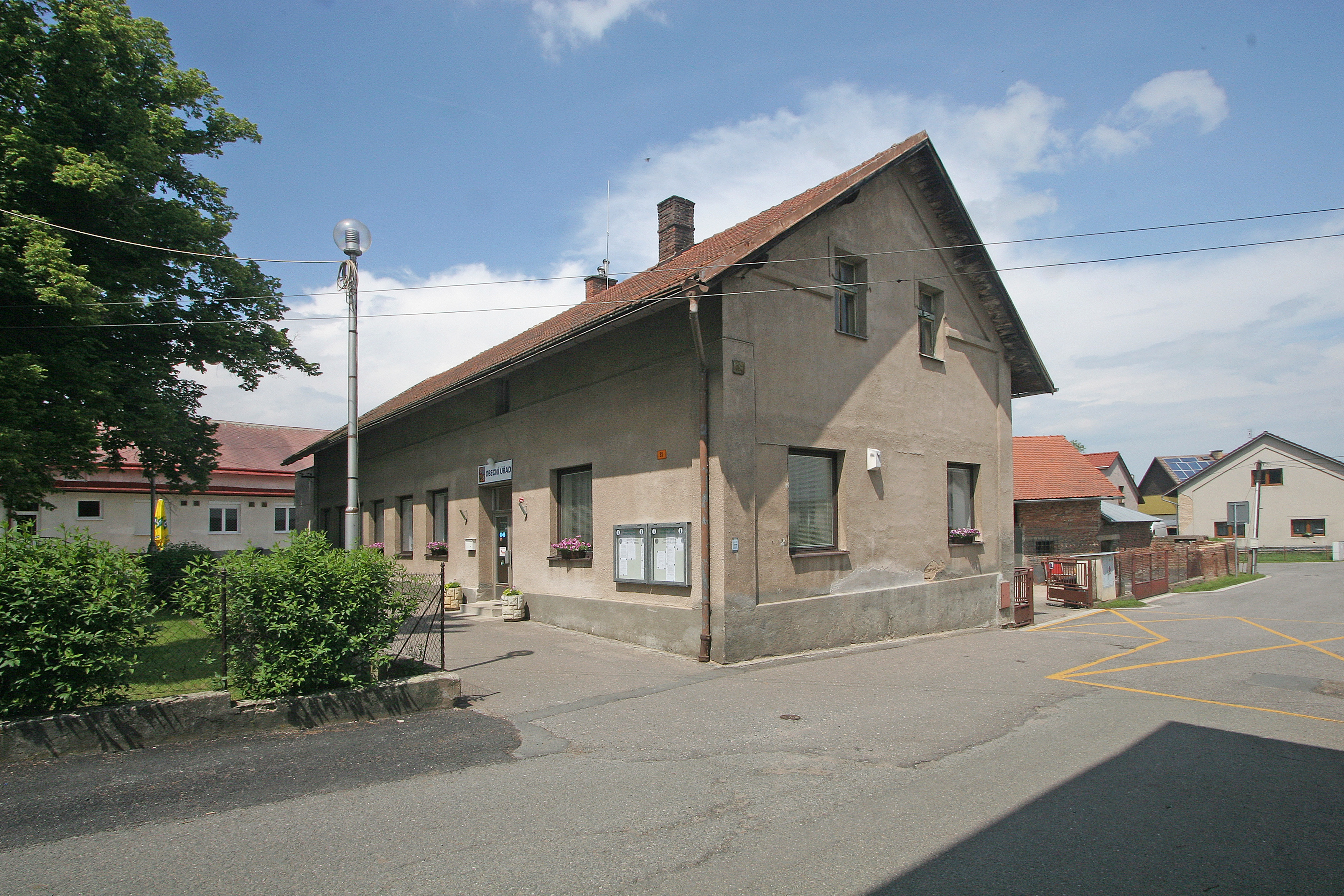
Stěžery : la mairie.

## Transports
Par la route, Stěžery se trouve à 7,5 km de Hradec Králové et à 114 km de Prague. 